# Le Breuil-sur-Couze
Le Breuil-sur-Couze település Franciaországban, Puy-de-Dôme megyében. Lakosainak száma 1030 fő (2022. január 1.). Le Breuil-sur-Couze Beaulieu, Le Broc, Nonette-Orsonnette és Saint-Germain-Lembron községekkel határos.

## Népesség
A település népességének változása:
| Lakosok száma | 1048 | 1064 | 1152 | 1046 | 1039 | 1039 | 1046 | 1046 | 1030 |
|               | 2013 | 2015 | 2016 | 2017 | 2018 | 2019 | 2020 | 2021 | 2022 |